# Moatize
Moatize es un distrito de la provincia de Tete, en Mozambique, con una población censada en agosto de 2017 de 343 456 habitantes.
Se encuentra ubicado al oeste del país, cerca del monte Domue, del embalse de Cahora Bassa que forma el río Zambeze, y de la frontera con Zimbabue, Malaui y Zambia.